# Pelochelys signifera
La tartaruga guscio molle gigante della Nuova Guinea settentrionale (Pelochelys signifera Webb, 2002) è una specie di tartaruga della famiglia dei Trionichidi.

## Descrizione
Per forma, dimensioni e colorazione, il carapace degli individui adulti di P. signifera è pressoché indistinguibile da quello di P. cantorii. Gli immaturi sono, invece, distinguibili per la variegatura del carapace e per le macchie più scure e contrastate. La testa è larga e la proboscide è piuttosto ridotta.

## Distribuzione e habitat
L'areale si estende nelle pianure settentrionali della Nuova Guinea, dalla regione di Madang (Papua Nuova Guinea) al fiume Wanggar, nella porzione indonesiana dell'isola. Popola fiumi, laghi, paludi ed estuari.

## Conservazione
Per questa specie non sono ancora stati raccolti dati a sufficienza per valutarne lo status. Le minacce alle quali è sottoposta sono le stesse di P. bibroni.